# Evergestis paghmanalis
Evergestis paghmanalis is een vlinder uit de familie van de grasmotten (Crambidae). De wetenschappelijke naam van de soort is voor het eerst gepubliceerd in 1970 door Hans Georg Amsel.
De soort komt voor in Afghanistan.